# Сыдинская писаница
Сыдинская писаница — памятник изобразительного искусства, обнаруженный в Сыдо-Ербинской котловине, на южном склоне горы Бычиха, примерно в двух километрах от затопленного при строительстве Красноярской ГЭС села Сыда. 

## История исследования
Впервые упоминается А. В. Адриановым в «Очерках Минусинского края» (1904) под названием «Сыдинская писаница». Он зафиксировал 131 изображение, сделал 21 эстампаж, 3 фотографии и подробно описал рисунки. После него здесь побывали С. В. Киселёв (1928-29 годы), назвавший писаницу «Большой Бычихой», А. Н. Липский (1950-е годы), Н. В. Леонтьев, Я. А. Шер (1968 год), которые копировали или фотографировали отдельные изображения. В 1983—1984 годах отряд под руководством Б. Н. Пяткина начал полное обследование и копирование петроглифов Бычихи. Исследования были продолжены О. С. Советовой и Е. А. Миклашевич.

## Общая характеристика памятника
Петроглифы находятся на небольших скальных выходах южного и юго-западного склонов горы, тянущихся на 2,5-3 км вдоль берега Сыды. Скальный массив разделен логом на две гряды, каждая из которых состоит из нескольких горизонтально вытянутых ярусов выходов девонского песчаника. Наибольшее количество рисунков сосредоточено на втором ярусе первой гряды. Петроглифы выполнены в технике выбивки, часто с последующей прошлифовкой. Очень редки резные рисунки, что связано с плохой сохранностью скальной поверхности. 
Петроглифы этой небольшой писаницы довольно своеобразны. Наиболее характерными являются многочисленные изображения животных неопределенного вида, выполненных в "геометрическом" стиле с контурным туловищем, заполненным вертикальными полосами. Есть и классические изящные рисунки коней, и миниатюрное изображение колесницы, аналогичные рисункам на плитах из карасукских могил. Более ранними и по стратиграфии, и по стилю можно считать крупные, выполненные глубокой выбивкой и прошлифовкой фигуры лосей и неопределенных животных с длинными хвостами, культурная принадлежность которых также неясна. Антропоморфные изображения Бычихи многочисленны и разнообразны: крупные фаллические фигуры с растопыренными пальцами, человечки в рогатых головных уборах, лучники, сражающиеся на мечах воины и др.
Писаница почти не пострадала от вмешательства человека, но разрушена природой. Изображения на многих плоскостях "сглажены" из-за выветривания рыхлости породы, сильно пострадали из-за лишайников. Мелкими черными лишайниками некоторые плоскости буквально затянуты полностью, и то, что там когда-то были большие сцены, можно лишь догадываться по остаткам еле различимых углублений выбивки. Наиболее интенсивно рост лишайников происходит на тех плоскостях, по которым стекают тало-дождевые воды. Фактически, почти все сохранившиеся изображения находятся на плоскостях, защищенных от стекающей по склону влаги естественными навесами.

## Датировка
Значительны серии изображений эпохи бронзы и тагарской культуры. Довольно много поздних изображений, в основном, антропоморфных фигур, отличающихся светлым оттенком патины. На одной из соседних гор Н. В. Леонтьевым было открыто изображение личины и быка, выполненных мелкой контурной выбивкой в классическом окуневском стиле.